# (48915) Patbrandebourg
(48915) Patbrandebourg, aussi appelé (48915) 1998 OJ5, est un astéroïde ou une planète mineure, nommé par l'Union astronomique internationale. Il est situé entre Mars et Jupiter, au sein de la ceinture principale d'astéroïdes.

## Découverte et nom
Nommé préalablement (48915) 1998 OJ5, il est découvert à Caussols par OCA-DLR Asteroid Survey (ODAS) en 1998. Il est nommé en 2023 en l’honneur de Patrick Brandebourg, un astronome amateur français.

## Caractéristiques
L'astéroïde est situé entre Mars et Jupiter, au sein de la ceinture principale d'astéroïdes.

## Compléments